# Demografía de Malasia
Malasia tiene una población de 24 821 000 habitantes. El 50,4 % es de origen malayo, el 23,7 % es de origen chino, el 11 % son indígenas, el 7,1 % son de origen hindú y el restante 7,8 % está compuesto por otras etnias. La esperanza de vida es de 72 años, y el 88.7 % de la población está alfabetizada. El promedio de hijos por mujer es de 3,01.
La población de Malasia comprende varios grupos étnicos, con los malayos constituyendo el 50,4 % del total, y otros grupos indígenas de Sabah y Sarawak el 11 % de la población. Por definición constitucional los malayos son musulmanes con costumbres y cultura malaya. Más de la mitad de la población de Sarawak está compuesta por grupos indígenas como los iban o los penan, y cerca del 60 % de la de Sabah por etnias como la kadazan-dusuno bajau como los dayak. En la zona peninsular destacan los penan y los semang. También existen grupos aborígenes mucho menores, conocidos colectivamente como orang asli.
El 23,7 % de la población es ascendencia china, y el 7,1 % india, en particular de origen tamil pero también de Kerala, Punyab, Bengala y Guyarat. Otros lugares de origen son el Medio Oriente, Tailandia e Indonesia. Los europeos y eurasiáticos comprenden británicos instalados en el país desde tiempos de la colonia, así como una fuerte comunidad kristang en Malaca. Algunos camboyanos y vietnamitas llegaron a Malasia como refugiados durante la guerra de Vietnam.
La distribución demográfica es muy desigual, con cerca de 20 000 000 de personas en Malasia Peninsular, mientras que Malasia Oriental cuenta con apenas 5 000 000 de habitantes distribuidos en un área mayor. Se calcula que hay cerca de un millón de trabajadores legales y otro millón de ilegales. 
Según el censo, el 25 % de los 2 700 000 habitantes de Sabah son trabajadores ilegales, una cifra inferior a la calculada por algunas ONG.
Las tres ciudades de Malasia con más de un millón de habitantes son Kuala Lumpur, Subang Jaya y Klang. Por su parte, las siete ciudades con más de quinientos mil habitantes son Johor Bahru, Ampang, Ipoh, Kuching, Shah Alam, Kota Kinabalu y Petaling Jaya. 

## Sexualidad
La edad de consentimiento sexual es de 16 años en Malasia. La violación se castiga con una pena mínima de cárcel de cinco años y máxima de 20 años y los azotes.
Un malasio fue condenado a 5 años de cárcel, porque cuando tenía 15 años tuvo relaciones sexuales con su novia de 13 años

En agosto de 2012, un electricista de 22 años que tuvo relaciones sexuales consentidas con una chica de 12 años y 10 meses, fue condenado a 5 años de cárcel